# 布魯姆頭獸屬
布魯姆頭獸屬（學名：Broomicephalus）是已滅絕合弓綱的一屬，屬於獸孔目的麗齒獸亞目，化石發現於南非卡魯盆地的小頭獸組合帶（Cistecephalus assemblage zone），地質年代為二疊紀晚期的吳家坪階。模式種是寬齒布魯姆頭獸（B. laticeps），是在1953年被敘述、命名。屬名意為「布魯姆的頭」，是以著名古動物學家羅伯特·布魯姆（Robert Broom）為名。布魯姆頭獸的頭顱骨長21公分，完整身長估計約1.1公尺。